# Лунный календарь (монеты)
Лунный календарь — серия памятных монет Центрального банка Российской Федерации, посвящённых лунному календарю.

Лунный календарь — разновидность календаря, в основе которого лежит период смены фаз Луны, то есть синодический месяц.

Смена фаз Луны является одним из самых легко наблюдаемых небесных явлений. Не удивительно, что множество народов на ранней стадии своего развития пользовались лунным календарём. Однако, в период становления оседлого образа жизни лунный календарь переставал удовлетворять потребности населения, так как земледельческие работы привязаны к смене сезонов, то есть движению Солнца. Поэтому лунные календари, за редким исключением, неизбежно заменялись лунно-солнечными или солнечными календарями.

## История выпуска
Начало серии положила монета 2003 года, посвященная одному из символов Китайского лунного календаря — козлу. Ежегодно (с 2003 по 2015 годы) серия пополнялась тиражом монет, посвященных одному символу календаря, то есть по одному виду монет в год. Исключением стал выпуск монет к 2013 году — году змеи. В этом выпуске было отчеканено две монеты, аверсы монет идентичные, за исключением глаза змеи — который на одной из монет выполнен в виде вставки из камня.
Монеты относятся к памятным инвестиционным, все номиналом 3 рубля, содержат 31,1 грамма (одну тройскую унцию) серебра. Проба серебра со временем изменилась: монеты данной серии 2003 и 2004 годов отчеканены из серебра 900-й пробы, а монеты с 2005 по 2013 год отчеканены из серебра 925-й пробы.
На октябрь 2013 года в серии 13 монет (в том числе 2 варианта монеты 2012 года с изображением змеи). Последней была выпущена монета, посвящённая году Лошади.

## О монетах
| Изображение                                       | Описание | Примечание |
| ------------------------------------------------- | --- | --- |
|                                                   | В центре диска — эмблема Банка России (двуглавый орел с опущенными крыльями, под ним — надпись полукругом «БАНК РОССИИ»), обрамленная кругом из точек и надписями по кругу — вверху: «ТРИ РУБЛЯ», внизу: слева — обозначения драгоценного металла и пробы сплава («Ag 900» — серебро 900-й пробы), в центре — год выпуска, справа — содержание химически чистого металла и товарный знак монетного двора. | Единый аверс для монет 2003 и 2004 годов с точностью до монетного двора и года чеканки. |
|                                                   | В круге, обрамленном сплошным ободком, справа — профильное изображение козы, слева — матированное изображение лунного полумесяца. | - Название монеты: Коза - Дата выпуска: 4 января 2003 года - Каталожный номер: 5111-0107 - Художник: С. А. Козлов, А. Д. Щаблыкин. - Скульптор: Компьютерное моделирование. - Чеканка: Московский монетный двор. - Гурт: 300 рифлений.     |
| Коза — один из 12 символов Лунного календаря.     | | |
|                                                   | В круге, обрамленном сплошным ободком, слева — профильное изображение обезьяны, справа — матированное изображение полумесяца. | - Название монеты: Обезьяна - Дата выпуска: 5 января 2004 года - Каталожный номер: 5111-0121 - Художник: С. А. Козлов, А. Д. Щаблыкин. - Скульптор: Компьютерное моделирование. - Чеканка: Московский монетный двор. - Гурт: 300 рифлений. |
| Обезьяна — один из 12 символов Лунного календаря. | | |

| Номинал | Качество | Металл, проба    | Масса общая, г | Содержание химически чистого металла не менее, г | Диаметр, мм   | Толщина, мм  | Тираж, шт. |
| ------- | -------- | ---------------- | -------------- | ------------------------------------------------ | ------------- | ------------ | ---------- |
| 3 рубля | пруф     | серебро 900/1000 | 34,88 (±0,32)  | 31,10                                            | 39,00 (±0,30) | 3,30 (±0,35) | 15 000     |

| Изображение                                     | Описание | Примечание |
| ----------------------------------------------- | --- | --- |
|                                                 | В центре диска — эмблема Банка России (двуглавый орел с опущенными крыльями, под ним — надпись полукругом «БАНК РОССИИ»), обрамленная кругом из точек и надписями по кругу — вверху: «ТРИ РУБЛЯ», внизу: слева — обозначения драгоценного металла и пробы сплава («Ag 925» — серебро 925-й пробы), в центре — год выпуска, справа — содержание химически чистого металла и товарный знак монетного двора. | Единый аверс для монет с 2005 по 2013 год с точностью до монетного двора и года чеканки. |
|                                                 | В круге, обрамленном сплошным ободком, слева — профильное изображение петуха, справа — матированное изображение полумесяца. | - Название монеты: Петух - Дата выпуска: 13 января 2005 года - Каталожный номер: 5111-0137 - Художник: С. А. Козлов. - Скульптор: Компьютерное моделирование. - Чеканка: Московский монетный двор. - Гурт: 300 рифлений.  |
| Петух — один из 12 символов Лунного календаря.  | | |
|                                                 | В круге, обрамленном сплошным ободком, слева — изображение головы собаки, справа — матированное изображение полумесяца. | - Название монеты: Собака - Дата выпуска: 10 января 2006 года - Каталожный номер: 5111-0148 - Художник: С. А. Козлов. - Скульптор: Компьютерное моделирование. - Чеканка: Московский монетный двор. - Гурт: 300 рифлений. |
| Собака — один из 12 символов Лунного календаря. | | |
|                                                 | В круге, обрамлённом сплошным ободком, слева — изображение кабана, справа — матированное изображение полумесяца. | - Название монеты: Кабан - Дата выпуска: 9 января 2007 года - Каталожный номер: 5111-0155 - Художник: С. А. Козлов. - Скульптор: Компьютерное моделирование. - Чеканка: Московский монетный двор. - Гурт: 300 рифлений.   |
| Кабан — один из 12 символов Лунного календаря   | | |

| Номинал | Качество | Металл, проба    | Масса общая, г | Содержание химически чистого металла не менее, г | Диаметр, мм   | Толщина, мм  | Тираж, шт. |
| ------- | -------- | ---------------- | -------------- | ------------------------------------------------ | ------------- | ------------ | ---------- |
| 3 рубля | пруф     | серебро 925/1000 | 33,94 (±0,31)  | 31,10                                            | 39,00 (±0,30) | 3,30 (±0,35) | 15 000     |

| Изображение                                    | Описание | Примечание |
| ---------------------------------------------- | --- | --- |
|                                                | В круге, обрамлённом сплошным ободком, в центре — изображение крысы, справа — матированное изображение полумесяца. | - Название монеты: Крыса - Дата выпуска: 1 ноября 2007 года - Каталожный номер: 5111-0163 - Художник: С. А. Козлов. - Скульптор: Компьютерное моделирование. - Чеканка: Московский монетный двор. - Гурт: 300 рифлений. |
| Крыса — один из 12 символов Лунного календаря. | | |
|                                                | В круге, обрамлённом сплошным ободком, слева — изображение быка, справа — матированное изображение полумесяца.     | - Название монеты: Бык - Дата выпуска: 1 ноября 2008 года - Каталожный номер: 5111-0176 - Художник: С. А. Козлов. - Скульптор: Компьютерное моделирование. - Чеканка: Московский монетный двор. - Гурт: 300 рифлений.   |
| Бык — один из 12 символов Лунного календаря.   | | |

| Номинал | Качество | Металл, проба    | Масса общая, г | Содержание химически чистого металла не менее, г | Диаметр, мм   | Толщина, мм  | Тираж, шт. |
| ------- | -------- | ---------------- | -------------- | ------------------------------------------------ | ------------- | ------------ | ---------- |
| 3 рубля | пруф     | серебро 925/1000 | 33,94 (±0,31)  | 31,10                                            | 39,00 (±0,30) | 3,30 (±0,35) | 20 000     |

| Изображение                                   | Описание | Примечание |
| --------------------------------------------- | --- | --- |
|                                               | В круге, обрамлённом сплошным ободком, в центре — изображение тигра, справа — матированное изображение полумесяца. | - Название монеты: Тигр - Дата выпуска: 2 ноября 2009 года - Каталожный номер: 5111-0190 - Художник: С. А. Козлов. - Скульптор: Компьютерное моделирование. - Чеканка: Московский монетный двор. - Гурт: 300 рифлений. |
| Тигр — один из 12 символов Лунного календаря. | | |

| Номинал | Качество | Металл, проба    | Масса общая, г | Содержание химически чистого металла не менее, г | Диаметр, мм   | Толщина, мм  | Тираж, шт. |
| ------- | -------- | ---------------- | -------------- | ------------------------------------------------ | ------------- | ------------ | ---------- |
| 3 рубля | пруф     | серебро 925/1000 | 33,94 (±0,31)  | 31,10                                            | 39,00 (±0,30) | 3,30 (±0,35) | 15 000     |

| Изображение                                     | Описание | Примечание |
| ----------------------------------------------- | --- | --- |
|                                                 | В круге, обрамлённом сплошным ободком, слева — изображение кролика, справа — матированное изображение полумесяца. | - Название монеты: Кролик - Дата выпуска: 1 октября 2010 года - Каталожный номер: 5111-0202 - Художник: С. А. Козлов. - Скульптор: Компьютерное моделирование. - Чеканка: Московский монетный двор. - Гурт: 300 рифлений. |
| Кролик — один из 12 символов Лунного календаря. | | |
|                                                 | В круге, обрамлённом сплошным ободком, слева — изображение дракона, справа — матированное изображение полумесяца. | - Название монеты: Дракон - Дата выпуска: 3 октября 2011 года - Каталожный номер: 5111-0220 - Художник: С. А. Козлов. - Скульптор: Компьютерное моделирование. - Чеканка: Московский монетный двор. - Гурт: 300 рифлений. |
| Дракон — один из 12 символов Лунного календаря. | | |

| Номинал | Качество | Металл, проба    | Масса общая, г | Содержание химически чистого металла не менее, г | Диаметр, мм   | Толщина, мм  | Тираж, шт. |
| ------- | -------- | ---------------- | -------------- | ------------------------------------------------ | ------------- | ------------ | ---------- |
| 3 рубля | пруф     | серебро 925/1000 | 33,94 (±0,31)  | 31,10                                            | 39,00 (±0,30) | 3,30 (±0,35) | 20 000     |

| Изображение                                   | Описание | Примечание |
| --------------------------------------------- | --- | --- |
|                                               | В круге, обрамлённом сплошным ободком, слева — изображение змеи, свившейся в клубок, справа — матированное изображение полумесяца.                                        | - Название монеты: Змея - Дата выпуска: 1 октября 2012 года - Каталожный номер: 5111-0243 - Художник: С. А. Козлов. - Скульптор: Компьютерное моделирование. - Чеканка: Московский монетный двор. - Гурт: 300 рифлений. |
| Змея — один из 12 символов Лунного календаря. | | |
|                                               | В круге, обрамлённом сплошным ободком, слева — изображение свившейся в клубок змеи с глазом в виде кристаллической вставки, справа — матированное изображение полумесяца. | - Название монеты: Змея - Дата выпуска: 1 октября 2012 года - Каталожный номер: 5111-0244 - Художник: С. А. Козлов. - Скульптор: Компьютерное моделирование. - Чеканка: Московский монетный двор. - Гурт: 300 рифлений. |
| Змея — один из 12 символов Лунного календаря. | | |

| Номинал | Качество | Металл, проба    | Масса общая, г | Содержание химически чистого металла не менее, г | Диаметр, мм   | Толщина, мм  | Тираж, шт.                             |
| ------- | -------- | ---------------- | -------------- | ------------------------------------------------ | ------------- | ------------ | -------------------------------------- |
| 3 рубля | пруф     | серебро 925/1000 | 33,94 (±0,31)  | 31,10                                            | 39,00 (±0,30) | 3,30 (±0,35) | - 14 000 (без камня) - 1000 (с камнем) |

| Изображение                                     | Описание | Примечание |
| ----------------------------------------------- | --- | --- |
|                                                 | В круге, обрамлённом сплошным ободком, слева — изображение змеи, свившейся в клубок, справа — матированное изображение полумесяца. | - Название монеты: Лошадь - Дата выпуска: 1 октября 2013 года - Каталожный номер: 5111-0269 - Художник: С. А. Козлов. - Скульптор: Компьютерное моделирование. - Чеканка: Московский монетный двор. - Гурт: 300 рифлений. |
| Лошадь — один из 12 символов Лунного календаря. | | |

| Номинал | Качество | Металл, проба    | Масса общая, г | Содержание химически чистого металла не менее, г | Диаметр, мм   | Толщина, мм  | Тираж, шт. |
| ------- | -------- | ---------------- | -------------- | ------------------------------------------------ | ------------- | ------------ | ---------- |
| 3 рубля | пруф     | серебро 925/1000 | 33,94 (±0,31)  | 31,10                                            | 39,00 (±0,30) | 3,30 (±0,35) | 20 000     |